# Дубянский, Александр Андреевич
Алекса́ндр Андре́евич Дубя́нский (15 [27] марта 1880, Богучарский уезд, Воронежская губерния — 22 января 1974, Воронеж) — советский геолог, доктор геолого-минералогических наук (1937), член-корреспондент АН УССР (1939). Лауреат Ленинской премии (1959). Заслуженный деятель науки и техники РСФСР.

## Биография
Родился 27 марта 1880 года в слободе Старая Криуша, Богучарский уезд, Воронежской губернии (ныне Петропавловского района Воронежской области), в семье священника.
В 1908 году окончил Юрьевский университет.
В 1921—1924 годы преподавал на кафедре геологии и палеонтологии Владикавказского политехнического института.
С 1924 года профессор, заведующий кафедрой геологии ВСХИ.
В 1932 году назначен директором Гидрогеологической станции при Гидрометкомземе ЦЧО.
В 1934 году назначен директором Областной научно-исследовательской станции подземных вод при Управлении мелиорации Воронежского ОблЗО.
В 1937 году получил учёную степень доктора геолого-минералогических наук.
В 1936—1937 годах избрался депутатом VIII Чрезвычайного Всесоюзного съезда советов и XVII Чрезвычайного Всероссийского съезда Советов. В 1938 году — депутат Верховного совета РСФСР.
В 1938 году назначен директором Воронежской гидрогеологической станции Наркомзема РСФСР.
В 1939 году был избран членом-корреспондентом АН УССР.
В 1940 году — участник ВСХВ (свидетельство № 16334).
В 1940-е годы[уточнить] работал в Институте геологических наук АН УССР.
Руководил Гидрологической научно-исследовательской станцией Министерства Водного хозяйства РСФСР.
Скончался 22 января 1974 года в Воронеже. Похоронен на Коминтерновском кладбище города.
Брат Дубянский, Владимир Андреевич, геоботаник.

## Награды и премии
- 1946 — Медаль «За доблестный труд в Великой Отечественной войне 1941—1945 гг.»
- 1948 — Орден Ленина.
- 1959 — Ленинская премия
- 1960 — Заслуженный деятель науки и техники.

## Научные исследования
Основные исследования касаются изучения геологического строения, гидрогеологии и полезных ископаемых южной части Восточно-Европейской платформы.
Открыл залежи мергеля, на базе которых построен Подгоренский цементный завод. Открыл также месторождения охры, гранита, огнеупорных глин, песков и других строительных материалов.
Разработал основы учения о подземных водах Центрально-Чернозёмной области, что способствовало их рациональному использованию.
Один из первооткрывателей крупных месторождений железной руды на территории Курской магнитной аномалии (Ленинская премия, 1959 года).

## Публикации
- Дубянский А. А. Подземные воды Воронежа. — Воронеж, 1933.
- Дубянский А. А., Скоркин А. В. Геология и подземные воды северной части Воронежской области. — Воронеж, 1939.
- Дубянский А. А., Лучицкий В. Ы. Вулканические пеплы ергенинской толщи. — Воронеж, 1939.
- Дубянский А. А. Геология и подземные воды Курской и Орловской областей. — Т. 1. — Воронеж, 1948.
- Дубянский А. А., Муравьев Н. Ы. Геология и подземные воды Курской и Орловской областей. — Т. 2. — Воронеж, 1947.
- Дубянский А. А., Скоркин А. А. Геология и подземные воды Курской и Орловской областей. — Т. 3. — Воронеж, 1949.

## Память
В 2019 году в поселке Подгоренский у входа на цементный завод был установлен памятник геологу А. Дубянскому.